# Alexandr Ménshchikov
Alexandr Ivánovich Ménshchikov –en ruso, Александр Иванович Меньщиков– (Kurgán, 1 de octubre de 1973) es un deportista ruso que compitió en lucha grecorromana.
Ganó dos medallas en el Campeonato Mundial de Lucha, oro en 1998 y plata en 2002, y dos medallas de bronce en el Campeonato Europeo de Lucha entre los años 1999 y 2000.

## Palmarés internacional
| Campeonato Mundial | Campeonato Mundial | Campeonato Mundial | Campeonato Mundial |
| Año                | Lugar              | Medalla            | Categoría          |
| ------------------ | ------------------ | ------------------ | ------------------ |
| 1998               | Gävle (Suecia)     | Medalla de oro     | 85 kg              |
| 2002               | Moscú (Rusia)      | Medalla de plata   | 84 kg              |
| Campeonato Europeo |                    |                    |                    |
| Año                | Lugar              | Medalla            | Categoría          |
| 1999               | Sofía (Bulgaria)   | Medalla de bronce  | 85 kg              |
| 2000               | Moscú (Rusia)      | Medalla de bronce  | 85 kg              |